# Acer brachystephyanum
Acer brachystephyanum é uma espécie de árvore do gênero Acer, pertencente à família Aceraceae.